# Melanagromyza declinata
Melanagromyza declinata är en tvåvingeart som beskrevs av Mitsuhiro Sasakawa 1963. Melanagromyza declinata ingår i släktet Melanagromyza och familjen minerarflugor. Inga underarter finns listade i Catalogue of Life.